# Liste der Kulturdenkmäler in Gau-Bickelheim
In der Liste der Kulturdenkmäler in Gau-Bickelheim sind alle Kulturdenkmäler der rheinland-pfälzischen Ortsgemeinde Gau-Bickelheim aufgeführt. Grundlage ist die Denkmalliste des Landes Rheinland-Pfalz (Stand: 25. März 2025).

## Denkmalzonen
| Bezeichnung                    | Lage                                              | Baujahr                    | Beschreibung                                                      | Bild            |
| ------------------------------ | ------------------------------------------------- | -------------------------- | ----------------------------------------------------------------- | --------------- |
| Denkmalzone Jüdischer Friedhof | Wallertheimer Straße Lage                         | Mitte des 19. Jahrhunderts | 23 Grabsteine, Mitte des 19. Jahrhunderts bis circa 1935          | Fotos hochladen |
| Denkmalzone Ortskern           | Am Römer 1–10, Obere Pforte 2, Palmberg 1, 3 Lage | ab dem 16. Jahrhundert     | malerische historische Platzbebauung des 16. bis 19. Jahrhunderts | BW              |

## Einzeldenkmäler
| Bezeichnung                        | Lage                                                      | Baujahr                              | Beschreibung | Bild                           |
| ---------------------------------- | --------------------------------------------------------- | ------------------------------------ | --- | ------------------------------ |
| Wohnhaus                           | Am Römer 2 Lage                                           | erste Hälfte des 18. Jahrhunderts    | barockes Fachwerkhaus, teilweise massiv, erste Hälfte des 18. Jahrhunderts; Anbau mit Torfahrt, zweite Hälfte des 19. Jahrhunderts                                                                                   | BW                             |
| Gasthaus Zum Römer                 | Am Römer 3 Lage                                           | 1719                                 | barocker Krüppelwalmdachbau, bezeichnet 1719 | BW                             |
| Rathaus                            | Am Römer 4 Lage                                           | 16. oder 17. Jahrhundert             | abgewalmter Mansarddachbau, im Kern Renaissancebau, spätbarock überformt, bezeichnet 1749; Figurennischen, eine mit barocker Madonna                                                                                 | Fotos hochladen                |
| Bürgerhaus                         | Am Römer 6 Lage                                           | 1749                                 | Hofanlage; spätbarockes Fachwerkhaus, teilweise massiv, bezeichnet 1749; gotisches Portal, bezeichnet 1563; Gewölbestall, 19. Jahrhundert                                                                            | Fotos hochladen                |
| Torbogen                           | Am Römer, zu Nr. 7 Lage                                   | 16. Jahrhundert                      | spätgotischer Torbogen, 16. Jahrhundert | BW                             |
| Hofanlage                          | Am Römer 8 Lage                                           | erste Hälfte des 18. Jahrhunderts    | Dreiseithof; Wohnhaus, teilweise Zierfachwerk, wohl aus der ersten Hälfte de 18. Jahrhunderts, Umbau des Erdgeschosses bezeichnet 1830                                                                               | BW                             |
| Kriegerdenkmal                     | Am Römer, gegenüber Nr. 8 Lage                            | 1879                                 | Kriegerdenkmal 1870/71; Obelisk mit Adler, bezeichnet 1879 | Fotos hochladen                |
| Wegekreuz                          | Am Römer, gegenüber Nr. 9 Lage                            | 1794                                 | Wegekreuz, spätbarock, bezeichnet 1794 | Fotos hochladen                |
| Hofanlage                          | Am Römer 10 Lage                                          | frühes 18. Jahrhundert               | Vierseithof; barockes Eckwohnhaus, teilweise Zierfachwerk, frühes 18. Jahrhundert; Spolien, bezeichnet [15]56 | Fotos hochladen                |
| Bildstock                          | Badenheimer Weg Lage                                      | 17. Jahrhundert                      | Bildstock, barock, wohl aus dem 17. Jahrhundert | BW                             |
| Weinkellerei                       | Badenheimer Weg 2, Wöllsteiner Straße Lage                | 1903                                 | ehemalige Weinkellerei des Winzervereins Gau-Bickelheim; winkelförmige Anlage, Ziegelbauweise, Jugendstilfassade, bezeichnet 1903                                                                                    | BW                             |
| Bildstock                          | Bahnhofstraße Lage                                        | 1576                                 | Kreuzigungsgruppe, bezeichnet 1576 | BW                             |
| Skulptur                           | Bahnhofstraße Lage                                        | 1923                                 | barockisierende Nepomuk-Skulptur auf der Wiesbachbrücke, 1923 | Fotos hochladen                |
| Hofanlage                          | Breitgasse 4 Lage                                         | 16. Jahrhundert                      | Hofanlage, im Kern aus dem 16. Jahrhundert; spätgotisches Tagelöhnerhaus, bezeichnet 1565 | BW                             |
| Hofanlage                          | Breitgasse 9 Lage                                         | spätes 16. Jahrhundert               | Hofanlage; barockes Fachwerkhaus, teilweise massiv oder verschiefert, im Kern aus dem späten 16. Jahrhundert, im 18. Jahrhundert überformt                                                                           | BW                             |
| Hofanlage                          | Käfergasse 5 Lage                                         | erste Hälfte des 19. Jahrhunderts    | Dreiseithof, erste Hälfte des 19. Jahrhunderts | BW                             |
| Spolie                             | Kirchweg, an Nr. 1a Lage                                  |                                      | romanische Spolie (Widderkopf) von der alten katholischen Pfarrkirche | BW                             |
| Kriegerdenkmal                     | Palmberg Lage                                             | 1929                                 | Kriegerdenkmal 1914/18, Soldat, 1929 | Fotos hochladen                |
| Wohnhaus                           | Palmberg 1 Lage                                           | 1822                                 | nachbarockes Fachwerkhaus, teilweise massiv, bezeichnet 1822 | Fotos hochladen                |
| Spolien                            | Palmberg, an Nr. 3 Lage                                   | 1570                                 | Renaissance-Architekturteile, bezeichnet 1570 und um 1600 | BW                             |
| Wohnhaus                           | Schmalzgasse 1 Lage                                       | späteres 18. Jahrhundert             | Krüppelwalmdachbau, teilweise Fachwerk (verputzt), späteres 18. Jahrhundert | BW                             |
| Skulptur                           | Schmalzgasse, an Nr. 12 Lage                              | 1740                                 | barocke Madonna mit Kind, um 1740 | BW                             |
| Wohnhaus                           | Schweinemarkt 1 Lage                                      | 1721                                 | barockes Fachwerkhaus, teilweise massiv, bezeichnet 1721 | BW                             |
| Friedhofskreuz                     | Wallertheimer Straße, auf dem alten Friedhof Lage         | zweites Viertel des 19. Jahrhunderts | Friedhofskreuz, Sandstein, zweites Viertel des 19. Jahrhunderts | Fotos hochladen                |
| Friedhofskreuz und Grabmäler       | Wallertheimer Straße, auf dem neuen Friedhof Lage         | ab um 1750                           | Friedhofskreuz, spätbarock, um 1750 zwei späthistoristische Grabmäler: Familie J. Hammer († 1913) mit Pelikan, der seine Jungen nährt; Grabmal Eheleute A. Reuter († 1902), Galvanoplastik einer allegorischen Figur | BW                             |
| Katholische Pfarrkirche St. Martin | Wöllsteiner Straße 2 Lage                                 | 1845–53                              | dreischiffige Hallenkirche, Mischformen von Neuromanik und Neugotik, 1845–53, Turmaufstockung 1930 | weitere Bilder Fotos hochladen |
| Katholische Hl. Kreuzkapelle       | nordöstlich des Ortes; Flur Saukopf/Ober der Kapelle Lage | 1907–10                              | kreuzförmiger Sandsteinquadersaal, romanisierender Jugendstil, 1907–10, Architekt Ludwig Becker, Mainz; Kreuzwegstationen 1913                                                                                       | weitere Bilder Fotos hochladen |
| Wasserbehälter                     | nordöstlich des Ortes; Flur Im Hollerstrauch Lage         | 1905                                 | klassizierender Jugendstiltypenbau, bezeichnet 1905 | BW                             |
| Bildstock                          | südlich des Ortes; Flur Auf der Heiligengewann Lage       | 1773                                 | spätbarock, bezeichnet 1773 | BW                             |
| Gedenkstein                        | westlich des Ortes an der Kreuzung B 50/B 420 Lage        | 1826–28                              | klassizistischer Obelisk, 1826–28 | BW                             |

## Ehemalige Kulturdenkmäler
| Bezeichnung            | Lage            | Baujahr | Beschreibung                                                                                        | Bild |
| ---------------------- | --------------- | ------- | --------------------------------------------------------------------------------------------------- | ---- |
| Katholisches Pfarrhaus | Am Römer 1 Lage | 1789    | ehemaliges katholisches Pfarrhaus; spätbarocker Krüppelwalmdachbau, 1789; aus Denkmalliste gelöscht | BW   |